# Великобудищанська волость (Зіньківський повіт)
Великобудищанська волость — адміністративно-територіальна одиниця Зіньківського повіту Полтавської губернії з центром у містечку Великі Будища.
Станом на 1885 рік — складалася з 24 поселень, 4 сільських громад. Населення 6289 — осіб (3022 осіб чоловічої статі та 3267 — жіночої), 1204 дворових господарства.

Старшинами волості були:
- 1900—1904 роках Хмелик[2],[3];
- 1913 року Феодосій Григорович Михайлік[4];
- 1915 року Іван Демидович Троян[5].